# Cléo de 5 à 7
Cléo de 5 à 7 is een Franse dramafilm uit 1962 onder regie van Agnès Varda.

## Verhaal
De zangeres Cléo is er stellig van overtuigd dat ze kanker heeft en wacht op de diagnose van haar arts. Om zeven uur heeft ze een consultatie bij hem. Vooraf bezoekt ze onder meer een waarzegster, een vriendin, haar tekstschrijver en een naaktmodel die voor een beeldhouwer werkt. Cléo is zeker dat ze zal sterven en besluit het leven vanuit een nieuw perspectief te bekijken. Aan het einde van de film treft ze de soldaat Antoine, die naar Algerije vertrekt. Uiteindelijk krijgt ze de diagnose van de arts. Hij bevestigt haar angsten.

## Rolverdeling
- Corinne Marchand: Cléo
- Antoine Bourseiller: Antoine
- Dominique Davray: Angèle
- Dorothée Blanc: Dorothée
- Michel Legrand: Bob
- Loye Payen: Irma